# Liste des députés européens de Finlande de la 8e législature

Cet article présente la liste des députés européens de Finlande élus lors des élections européennes de 2014 en Finlande.

## Députés européens élus en 2014
| Nom                    | Parti | Parti                           | Groupe | Groupe    |
| ---------------------- | ----- | ------------------------------- | ------ | --------- |
| Olli Rehn              |       | Parti du centre                 |        | ADLE      |
| Paavo Väyrynen         |       | Parti du centre                 |        | ADLE      |
| Anneli Jäätteenmäki    |       | Parti du centre                 |        | ADLE      |
| Nils Torvalds          |       | Parti populaire suédois         |        | ADLE      |
| Heidi Hautala          |       | Ligue verte                     |        | Verts/ALE |
| Jussi Halla-aho        |       | Vrais Finlandais                |        | ECR       |
| Sampo Terho            |       | Vrais Finlandais                |        | ECR       |
| Merja Kyllönen         |       | Alliance de gauche              |        | GUE/NGL   |
| Liisa Jaakonsaari      |       | Parti social-démocrate          |        | S&D       |
| Miapetra Kumpula-Natri |       | Parti social-démocrate          |        | S&D       |
| Sirpa Pietikäinen      |       | Parti de la coalition nationale |        | PPE       |
| Petri Sarvamaa         |       | Parti de la coalition nationale |        | PPE       |
| Henna Virkkunen        |       | Parti de la coalition nationale |        | PPE       |

## Entrants/Sortants
| Entrant                | Parti | Parti | Groupe | Groupe | En remplacement de | Date          | Motif                                           |
| ---------------------- | ----- | ----- | ------ | ------ | ------------------ | ------------- | ----------------------------------------------- |
| Hannu Takkula          |       | Kesk  |        | ADLE   | Olli Rehn          | 27 avril 2015 | Élu député à l'Eduskunta                        |
| Pirkko Ruohonen-Lerner |       | PS    |        | ECR    | Sampo Terho        | 27 avril 2015 | Élu député à l'Eduskunta                        |
| Elsi Katainen          |       | Kesk  |        | ADLE   | Hannu Takkula      | 1er mars 2018 | Nommé auditeur à la Cour des comptes européenne |
| Mirja Vehkaperä        |       | Kesk  |        | ADLE   | Paavo Väyrynen     | 11 juin 2018  | Reprend son mandat à l'Eduskunta                |